# خملون (تريم)
'

تعديل مصدري - تعديل

خملون هي إحدى قرى عزلة تريم بمديرية تريم التابعة لمحافظة حضرموت، بلغ تعداد سكانها 2 نسمة حسب تعداد اليمن لعام 2004.